# Общо благо
Общото добро или общото благо е термин, който може да засегне няколко различни концепции. В популярното си значение, общото благо описва специфично „добро“, което е общо и ползотворно за всички (или повечето) членове на дадена общност. Същото така „Общото благо“ е широко дефинирано във философията, морала, и политическата наука.

## Общото добро
Всъщност, няма никакво точно определение за Общото добро за различните ситуации. Доброто, което е обикновено между човек А, и човек B може да не бъде същото както между човек А и човек C. Затова Общото добро може често да се променя, въпреки че има някои неща като основните изисквания за съхраняването на човешкия живот: храна, вода, и подслон – които винаги са добри за всички хора.
Общото добро някога е разглеждано като утилитаристичен идеал, представлявайки „максимални възможности за максимален брой хора“. В най-добрия случай, „най-големият възможен брой хора“ щеше да значи всички живи същества. Това определение за Общото добро го представя като качество, което е обратимо, или съкратимо, на цялата сума от всички частни интереси на индивидуални членове на общество, и е заменима с тях. Но това е ограничена, и много щяха да потвърдят обедняла визия на това, което Общото добро може да обхване.
Друго определение за Общото благо, като най-важна цел на държавата, изисква приемане на основното право на индивида в общество, което е именно, правото на всеки да построява живота си свободно и отговорно, в преследване на ценностти и в унисон с моралния закон. Тогава общото благо е сумата от всичките условия за социалния живот, които дават възможности на хората да ги извършват по-лесно. Целта на държавния суверенит е свободния избор на средствата за създаването на тези условия. Други, по-специално Джон Ролс, прави разлика между Доброто, което променя света към по-добро, както може да бъде дефинирано, и Справедливостта, която създава честна либерална и социална инфраструктура, което позволява преследването на ценностти, но не обяснява какво точно Общото добро е.
Някои твърдят, че насърчаване на Общото благо е целта на демокрацията (в сферата на политиката) и социализъм (в сферата на икономиката).
Как Платон конструира битието? – по четири принципа, които са йерархично подредени:
1. Учението за единното/благото/- то не може да се дефинира, т.е. не може да се каже какво е то, то е най-общото понятие.
2. Космическият ум – средоточие на всичко смислено и разумно.
3. Космическата душа – носи в себе си динамичност, одухотворяващ принцип.
4. Космос – това тяло, в което се въплъщават горните 3 принципа. 

Значението на благото във философията на Платон е своеобразно. Знанието и истината, казва той, са подобни на благото, но благото трябва да бъда поставяно по-високо. „Благото не е съществуване, то се намира извън пределите на съществуването, превишавайки го по достойнство и сила“. При възприемането на абсолютното благо диалектиката води до край на интелектуалния свят. Чрез благото диалектиката може да мине и без хипотезите на математиката. Лежащото в основата допускане е, че реалността, противоположно на видимостта, е пълно и съвършено благо; затова да се възприема благото означава да се възприема реалността. През цялата философия на Платон преминава същото смесване на интелектуалното и мистическото, каквото и във философията на питагоризма; но в тази кулминационна точка преобладава мистицизмът.

## Утилитаризъм
Общото благо понякога се разглежда като утилитарен идеал, поради което представлява „най-голямото възможно добро за възможно най-голям брой хора“. „Възможно най-голям брой лица“ означава всички човешки същества. Това определение на общото благо го представя като качество, което се свежда до сбор от всички частни интереси на отделните членове на обществото.

## Католическо социално учение
Общото добро е основна концепция на традицията за католическото социално учение, която започва с основния документ „Rerum Novarum“, като борба с прекаления индивидуалистичния капитализъм от една страна и комунизма на друга. В това писмо, Папа Лъв XIII гарантира правото на частната собственост докато настоява за ролята на държавата да изисква минимална работна заплата. Средствата на производството са обмислени от папата за да може частна собственост да изисква държавна защита и размера на Общото добро изискваща държавно регулиране.
Друг подобен документ е на „Veritatis Splendor“, папска енциклика от Папа Йоан Павел II, издадена 1993 г. с цел борба с отдалечаването от моралните норми, и политическата корупция, която засяга милиони хора. В това писмо, папа Йоан Павел описва характеристиките и ценностите, които политическото ръководство трябва да изисква, а те са: справедливост, честност, безпристрастие, умереност, и солидарност, приемайки, че истината се разширява от честност, добросъвестност, и искреност, като цяло, до споразумението за факта или действителността, по специално. Това променя изцяло политическата система на Рим.
Прогресивно, все повече американци възприемат езика за Общото благо (понякога примано като „обществено богатство“) за да опишат прогресивни стойности. Като етически и морален императив, Общото благо е централно убеждение на много религиозни вярвания и може да бъде кратко обяснено като „Да не правиш това на другите“, или ако използваме християнска фраза „Да не правиш на другите това, което не искаш те да направят на теб. Аристотел е първият, който изразява етическо разбиране за Общото благо, следван от Августин Блажени и Тома Аквински, които развиват концепцията за стандартната морална теология.
Отнасяйки се до съвременна американска политика, езика на Общото добро е прогресивно идентифицируем с политически актьори на прогресивното ляво. Джонатан Долхенти спори, че някой трябва да може да различава Общото добро, което „може да бъде споделяно от всеки в семейството без да става частно добро" и колективното Добро, което, „Притежава се от всички като група, а не от всеки поотделно. То е реално разделено с няколко частни добрини, когато се отнася за различните видове хора.
Първо обяснено от Майкъл Томаски пред списание „The American Prospect“ и Джон Халпин в „Center for American Progress“, политическото разбиране за общото добро е нараснало. Връщането на лигата на Америка, либералното списание „Нацията“, и институтът „Rockridge“ са идентифицирали общото добро като забележително политическо съобщение за прогресивни кандидати. Общата добра реторика е използвана от политически актьори в изрично религиозен контекст, такава като Kansans for Faithful Citizenship. Освен това, не-партизанските групи, застъпнически групи като Общото добро, защитават усилията за реформи за да поддържат общото благо.